# Claw the Unconquered
 (avril 2017).
Si vous disposez d'ouvrages ou d'articles de référence ou si vous connaissez des sites web de qualité traitant du thème abordé ici, merci de compléter l'article en donnant les références utiles à sa vérifiabilité et en les liant à la section « Notes et références ».
Claw the Unconquered est une série de bande dessinée d’heroic fantasy créée par DC Comics en 1975, abandonnée en 1978 puis reprise épisodiquement depuis 2006.

## Les origines
À la suite du succès de  Conan le Barbare chez marvel, DC Comics riposte et crée une succession de sagas telles que Sword of Sorcery (1973) ou encore Warlord (1976). A celles-ci d'autres suivront à l'instar d'Arak, son of Thunder (1981),  Dragonlance (1988) ou encore Atlantis Chronicles (1990) mais aucune ne sera à la hauteur des espérances du grand public, hormis Dragonlance.
Claw est la troisième série d'Heroic fantasy créée en 1975 après Beowulf Dragonslayer (avril) et avant Stalker (juin).

## Synopsis
L'ancêtre de Claw est un sorcier qui, désirant percer les secrets du monde, libère un jour un démon aux forces obscures. Parvenant à battre le démon, le sorcier conserva comme séquelle une main qui s'apparente à la patte griffue d’un animal. Cette malédiction se poursuit à travers sa lignée,raison pour laquelle Valcan l’un de ses descendants est obligé de masquer sa main droite sous un gant.
Ceci explique aussi son surnom, Claw (la griffe). En tant qu’héritier du sorcier, Claw doit aussi lutter conte les forces du mal et défendre la Pythirie (Pythiria dans la version d'origine) car du sort de ce royaume dépend le sort du monde.

## La série de 1975
Le sort de la série est confié à David Michelinie au scénario et Ernie Chan au dessin. Le premier est alors un jeune auteur prometteur et d’ailleurs sa contribution au mythe de Claw est très honnête, si l’on considère qu’il s’agit d’une figure imposée consistant à faire une copie carbone de Conan.
Quant à Ernie Chan, c’est déjà un artiste confirmé qui s’est d’ailleurs frotté à Conan puisqu’il a dessiné plusieurs histoires du barbare chez Marvel dans un style qui pastichait peu ou prou celui de John Buscema, dont il fut l’assistant.
Pour autant qu’on ne s’y trompe pas, par rapport au duo Thomas/Buscema qui officie au même moment ou presque avec Conan chez Marvel, cette série là est quand même un cran au-dessous.
Le dessinateur d’origine philippine va illustrer les 7 premiers épisodes, tous de 18 planches, signant les 3 premiers sous le nom d’Ernie Chua. Il est remplacé ensuite par Keith Giffen dès le #8, Ricardo Villagran intervenant également dans ce même numéro mais étant absent par la suite.
Commencée en mai 1975, la série poursuit normalement son cours jusqu’au #9 (septembre 1976). À cette date, la revue cesse de paraitre pour ne reprendre qu’en avril 1978 très normalement au #10.
Mais DC qui a multiplié les créations (57 entre 1975 et 1978 !) est allé trop loin et trop vite. C’est ce qu’on a appelé depuis la DC Implosion. Une trentaine de revues furent purement et simplement supprimées. Si pour une dizaine d’entre elles, la chose étant plus ou moins programmée depuis quelque temps déjà, Challengers of the Unknown, Metal Men, Karate Kid, etc. pour les autres, dont Claw, Kamandi, The Witching Hour, etc. la surprise fut totale et se traduisit par le licenciement de 40 % du personnel de DC,,.
Lorsque la décision fut prise les numéros 13 et 14 de Claw étaient déjà écrits et dessinés, Romeo Tanghal remplaçant Keith Giffen.
À partir des planches crayonnées, donc avant leur encrage et leur mise en couleur, DC tira en photocopies 35 exemplaires de Cancelled Comic Cavalcade. Ces deux numéros de 400 et 500 pages (été et automne 1978) n’ont jamais eu vocation à être vendus, même si les couvertures indiquent un prix de 10 cents pour le premier et 1 $ pour le second. De même l’ours propose un abonnement annuel de 10 $ pour les États-Unis et de 9,50 $ pour l'étranger !
Il s’agit, on le voit davantage d’un cri de rage puisque ce prix de 10 cents ramenait au prix encore en vigueur dans les années 1960, période ou la moindre revue tirait fréquemment à plusieurs centaines de milliers d’exemplaires,.
Toujours est-il que des photocopies de ces exemplaires, eux-mêmes issus d’une photocopieuse. Puis des photocopies de photocopies et ainsi de suite. La qualité des documents que l’on peut voir ici et là sur le net est donc très aléatoire.
Pour autant on pourrait penser que la valeur des 35 exemplaires originaux atteindrait des sommets. Il n’en est rien puisque le Comic Book Guide Price estimait la valeur des deux numéros à 3 600 $ en 2011. Si la somme est rondelette elle doit être comparée à d’autres comics. Ainsi le Fun Comics #60 (1940) en excellent état se négociait alors à plus de 10 000 $, alors que ce numéro n’a en soi rien d’exceptionnel.

### Détail des épisodes
1.	The Sword and the Silent Scream! -18 planches
2.	The Doom That Came to K'Dasha-Dheen -18 planches
3.	The Bloodspear -18 planches
4.	The Coming of N'hglthss -18 planches
5.	Grimstone Quest! -18 planches
6.	The Sunset Doom of Dhylka-Ryn -18 planches
7.	The People of the Maelstrom -18 planches
8.	Master of the Seventh Void -18 planches
9.	Long Die N'hglthss! -17 planches
10.	The Eater of Souls! -17 planches
11.	Death at Darkmorn -17 planches
12.	The Slayer -17 planches
Cancelled Comics Cavalcade
13.	The Travelers of Dark Destiny -25 planches
14.	When the River of Ravenroost...Ran Red -25 planches

## La résurrection de 2006
L’étonnant départ en fanfare de Red Sonja chez Dynamite Entertainment donne l’idée à DC de ressortir Claw de sa naphtaline. C’est sa filiale Wildstorm qui va s’en charger. L’opération marketing est soigneusement montée. Lancement d’un crossover entre les deux maisons pour associer Red Sonja qui a alors le vent en poupe, suivi presque immédiatement après par une mini-série uniquement chez Wildstorm cette fois.
Pour donner une meilleure cohésion à l’ensemble, c’est le même dessinateur qui officiera dans les deux publications. On choisit Andy Smith. Professionnel à 22 ans, il a à l’époque 15 ans d’expérience chez les plus grands : Marvel, DC et quelques autres maisons de moindre importance. Il est solide dans ses réalisations mais sans génie aucun.
On peut dire la même chose de John Layman, le scénariste. Associer Claw et Red Sonja n’est pas aberrant tant leurs deux mondes d’origine sont proches. C’est en tout cas moins dérangeant que de mélanger Red Sonja et Spider-Man par exemple.
Quant à Chuck Dixon qui signe la mini série Wildstorm, c’est lui un scénariste réputé. Il est même très prolifique, trop parfois sans doute.
Bref, les 10 numéros qui vont s’échelonner entre mars et novembre 2006 sont faits de manière assez industrielle et, sans être indignes ou inintéressants, manquent singulièrement de souffle ; en tout cas pas suffisamment pour relancer un personnage qui a disparu depuis près de 30 ans.
C’est donc en mars que commence l’aventure avec Red Sonja. On vendra un peu plus de 100 000 exemplaires,,, pour l’ensemble des 4 numéros. Pour Dynamite, toute jeune maison à l’époque c’est un succès. Pour DC on est plus près de l’épaisseur du trait.
La mini série de 6 numéros commence le même mois où s’arrête le crossover avec Red Sonja. Pour DC c’est carrément un échec, il se vend moins de 60 000 exemplaires pour les 6 numéros confondus. Commencée avec 15 000 ventes, la série se traine lamentablement sur la fin avec à peine 6 200 exemplaires.
| Nbre exemplaires | Avec Red Sonja | Sans Red Sonja |
| ---------------- | -------------- | -------------- |
| mars 2006        | 33 200         | sans objet     |
| avril 2006       | 28 200         | sans objet     |
| mai 2006         | 21 900         | sans objet     |
| juin 2006        | 19 400         | 15 000         |
| juillet 2006     | sans objet     | 11 500         |
| août 2006        | sans objet     | 9 300          |
| septembre 2006   | sans objet     | 7 600          |
| octobre 2006     | sans objet     | 6 600          |
| novembre 2006    | sans objet     | 6 200          |

DC décide de replier les gaules. Certes le personnage a un certain potentiel mais totalement insuffisant pour justifier une parution à son nom. En revanche, il n’est pas idiot de le réutiliser dans d’autres séries vedettes.
Cela offre plusieurs avantages marketing : proposer un nouveau crossover aux lecteurs toujours synonyme de tapage médiatique plus ou moins important, faire connaître à un lectorat un héros qu’il ne connaissait pas encore, entretenir une flamme. Cette dernière hypothèse étant potentiellement la plus prometteuse dans la mesure où les deux grands groupes de comics appartiennent désormais à des studios cinéma puissants et que ceux-ci puisent allègrement désormais dans le monde des comics.
Qui aurait pu penser à une résurrection de John Carter ou encore de Dark Shadows ? Certes, il ne s’agit pas de succès considérables pour les comics, mais on est loin du bide financier de ces mêmes films. Et si en revanche le film marche, la série BD augmente très sensiblement ses ventes. Risques minimes et jackpot potentiel, quel éditeur refuserait pareille martingale ?[style à revoir]

### Red Sonja- Claw: The Devil’s Hand (mars – juin 2006)
Mini série de 4 numéros en co-publication avec Dynamite Entertainment puisque Red Sonja est l’une des héroïnes de cet éditeur.
Scénario : John Layman / Dessins : Andy Smith
1 The Accursed – 22 planches
2 Soul Corruption – 22 planches
3 Divide & Conquered – 22 planches
4 Severed Alliance – 22 planches

### Claw the Unconquered: The Conqueror (juin -novembre 2006)
Scénario : Chuck Dixon / Dessins : Andy Smith
4 livraisons sans titre de 22 planches chaque,.

## Les utilités
En août 2006 DC lance une revue au nom de Wonder Woman. C’est la troisième fois que la farouche amazone a une revue éponyme (1942-1986 puis février 1987-avril 2006). Toujours est-il qu’au #20 de cette nouvelle édition (juillet 2008) commence un cycle de 4 numéros sous le titre de Ends of the Earth.
C’est Gail Simone qui se colle au scénario tandis qu’Aaron Lopresti dessine les 4 livraisons de 22 planches chacune. Dans cette histoire qui se déroule tantôt dans le monde mythique de l’heroic fantasy tantôt dans me monde réel, il s’agit le lutter contre le grand méchant sorcier qu’est D’Grth. Pour cela on rappelle à peu près toute l’arrière garde des héros hyboriens de DC. Beowulf, Stalker et bien sûr Claw font partie du voyage. À cela rajoutant d’autres personnages, encore moins connus, comme Sarge Steel qui eût une revue à sa gloire dans les années 1960 chez Charlton Comics et qui n’a absolument rien à voir avec le monde hyborien.
Les amateurs de crossovers se délecteront, les autres y verront une tambouille bien improbable. La série se vend à un peu moins de 37.000 exemplaires. Dans ces temps de basses eaux éditoriales, cela classe la revue aux alentours de la soixantième position mais cela n’est pas glorieux.
On revoit le personnage dans les premiers épisodes la mini série Vanishing Point (2010), imaginée par Dan Jurgens et dessinée par lui-même et Norm Rapmund. Mais il n’est qu’un comparse, le plus souvent présent aux côtés de Rip Hunter, quand les personnages principaux sont Superman, Green Lantern, Booster Gold, etc.
Pour autant son apport est toujours plus pertinent que celui dans le #6 de Ligue de justice d'Amérique : Cry for Justice (mars 2010).

## Les futilités
Un autre personnage de l’écurie DC a hérité d’un certain nombre d’attributs de Claw. Il s’appelle  John Chan et vit à Hong Kong en 1994 (date de la création dans le #1 de Primal Force) et s’il a bobo à la mimine c’est tout simplement qu’il a voulu revêtir une armure ayant appartenu autrefois à Claw, le vrai celui-là.
Enfin son ombre fantomatique apparaît fugacement dans quelques épisodes de Swamp Thing, c’est ce que nos amis américain appellent une cameo appearance.